# Liverpool FC
Liverpool Football Club, pe scurt Liverpool FC sau simplu Liverpool, este un club de fotbal din Liverpool, Anglia, care evoluează în Premier League. Liverpool este una dintre echipele de top ale Angliei, cu un succes enorm și internațional. De la fondarea sa în 1892, Liverpool a câștigat cel mai mare număr de titluri de campioană a Angliei și Cupe ale Ligii. Terenul propriu al clubului este stadionul Anfield, cu o capacitate de 61.276 de locuri, aflat la aproape trei mile de centrul orașului Liverpool.
Clubul a fost fondat la 3 iunie 1892 de către John Houlding, proprietarul stadionului Anfield. Houlding a decis formarea propriei echipe după ce Everton părăsise Anfield în urma unei dispute asupra închirierii. Numele original avea să fie Everton F.C., dar a fost schimbat în Liverpool F.C. (după ce F.A. a refuzat recunoașterea echipei sub numele precizat inițial).
Clubul a fost implicat în două dintre cele mai mari tragedii din fotbalul european — la Heysel în 1985 și Hillsborough în 1989. După Heysel, cluburilor engleze le-a fost interzisă participarea în competițiile europene pentru o perioadă de cinci ani, șase în cazul lui Liverpool.

## Istorie

### Nașterea lui Liverpool F.C.
Liverpool F.C. a fost fondat de către John Houlding în 1892, fiind ales la Liga de Fotbal, alături de Woolwich Arsenal doi ani mai târziu. Clubul a fost fondat după ce Everton F.C. a părăsit Stadionul Anfield în urma unei dispute cu proprietarul terenului, mutându-se în Goodison Park, nu departe de fosta bază. Liverpool rămâne la Anfield până în prezent, devenind o forță în fotbalul englez 

### Primele succese
În 1901, internaționalul scoțian Alex Raisbeck devine primul căpitan al lui Liverpool care câștigă Football League Championship, iar Liverpool reușește această performanță încă o dată în 1906.
În 1914, Liverpool își face pentru prima oară apariția în finala FA Cup, însă pierde în fața lui Burnley. În 1922, și încă o dată în 1923, condusă de fundașul englez Ephraim Longworth, Liverpool câștigă liga. În sezonul 1946-1947, primul după Al Doilea Război Mondial, Liverpool surprinde înregistrând un nou succes. Avea să urmeze peste un deceniu de mediocritate.

### Revoluția lui Bill Shankly
Bill Shankly devine managerul lui Liverpool în 1959, iar în următorii cincisprezece ani urma să transforme echipa într-una dintre cele mai puternice din Europa. În al treilea sezon ca manager, câștigă campionatul Diviziei Secunde și promovează în elita engleză, unde Liverpool activează neîntrerupt din acel an. În 1964, Liverpool câștigă liga engleză. Nu reușește să apere acest trofeu sezonul următor, însă compensația provine din primul succes înregistrat vreodată în Cupa FA. Un an mai târziu, Liverpool recâștigă campionatul. În acel moment, Shankly era privit drept unul dintre cei mai buni manageri din lume, iar echipa sa deținea unii dintre cei mai mari jucători din Anglia - Roger Hunt, Ian St John și Ron Yeats sunt doar unii dintre aceștia. Liverpool face primul mare impact în mediul european în 1973, printr-un triumf în Cupa UEFA, fără a ignora competiția internă. Câștigă din nou Cupa FA un an mai târziu, însă Shankly uimește lumea fotbalistică la puțin timp după aceasta anunțându-și retragerea. Jucătorii și fanii clubului au încercat să-l convingă să continue, iar muncitorii unei fabrici chiar au amenințat că vor intra în grevă. Shankly a ignorat aceste doleanțe și se alătură fanilor ca spectator, predând sarcinile manageriale lui Bob Paisley.

### Bob Paisley: Cea mai glorioasă perioadă
Bob Paisley a fost managerul lui Liverpool F.C din 1974 până în 1983, iar în cursul acestor nouă ani a devenit unul dintre cei mai mari manageri care au activat vreodată la un club englez. A câștigat un total de 21 trofee, inclusiv trei cupe europene și trei titluri de campioană consecutive, sfârșindu-și cariera cu o dublă: campionatul și Cupa Ligii. Sub conducerea lui Paisley, o nouă eră a vedetelor a început. Dintre acestea îi amintim pe Graeme Souness, Ian Rush și Alan Hansen. În acea perioadă, Liverpool devenise clubul englez cel mai în vogă.

### Joe Fagan: Concis, dar glorios
Antrenorul veteran Joe Fagan ajunge în poziția de manager după retragerea lui Paisley, iar în primul său sezon la cârmă face din Liverpool primul club englez care câștigă trei trofee importante în același an - titlul de campioană, Cupa Ligii și Cupa Campionilor Europeni.
Al doilea sezon ca manager avea să fie ultimul pentru Fagan, având un final traumatic. Pierzând în fața rivalilor de la Everton FC în cursa pentru titlul de campioană, Fagan decide să se retragă în glorie, cu o victorie în Cupa Campionilor Europeni. The Reds înregistrează un sezon fără trofee, cum rareori se mai întâmplase, pierzând în finala Cupei Campionilor cu scorul de 1-0 în fața lui Juventus la stadionul Heysel din Bruxelles. Însă dezamăgirea înfrângerii a fost irelevantă, pentru că 39 de spectatori, dintre care aproape toți fani ai lui Juventus, sunt striviți în timpul unor altercații în tribune înainte de începerea partidei. Mai târziu, unii fani ai lui Liverpool sunt condamnați pentru acuzații de omucidere legate de această tragedie. Consecința a fost o eliminare timp de cinci ani a tuturor cluburilor englezești din fotbalul european, iar Liverpool cu un an mai mult decât toate celelalte.

### Kenny Dalglish: Mai multă glorie
Fagan predă frâul atacantului Kenny Dalglish, care se afirmase drept un jucător de talie mondială, vrând acum să se afirme și în postura de manager. Primul sezon la conducere nu ar fi putut fi unul mai bun decât atât, The Reds învingând competitorii Everton, West Ham United și Manchester United în câștigarea campionatului. Îi învinge pe vecinii de la Everton cu scorul de 3-1 în finala F.A Cup și devine a treia echipă din secolul XX care realizează dubla: liga și cupa engleză.
Sezonul 1986-1987 a fost unul fără trofee, echipa condusă de Dalglish a terminat pe poziția a doua, în spatele lui Everton, și a pierdut finala Cupei Ligii în fața lui Arsenal. Existau temeri că zilele de glorie ale lui Liverpool sunt pe sfârșite, când atacantul Ian Rush a fost vândut lui Juventus pentru £3.2 milioane, însă succesorul său, John Aldridge, în valoare de £750,000 a închis gura criticilor clasându-se pe primul loc în topul golgheterilor în sezonul 1987-1988, ajutându-i pe the Reds la un nou succes în campionat - de această dată obținut cu doar două înfrângeri în întreg sezonul. Noua extremă John Barnes a primit distincția de Jucătorul Anului. Partea negativă a acestui sezon a fost o înfrângere șoc cu scorul de 1-0 în fața lui Wimbledon în finala Cupei FA. Până în acel moment, Liverpool era una dintre cele mai puternice echipe din Anglia de peste 20 de ani. Wimbledon, însă, promovase în Prima Divizie de doar două sezoane.

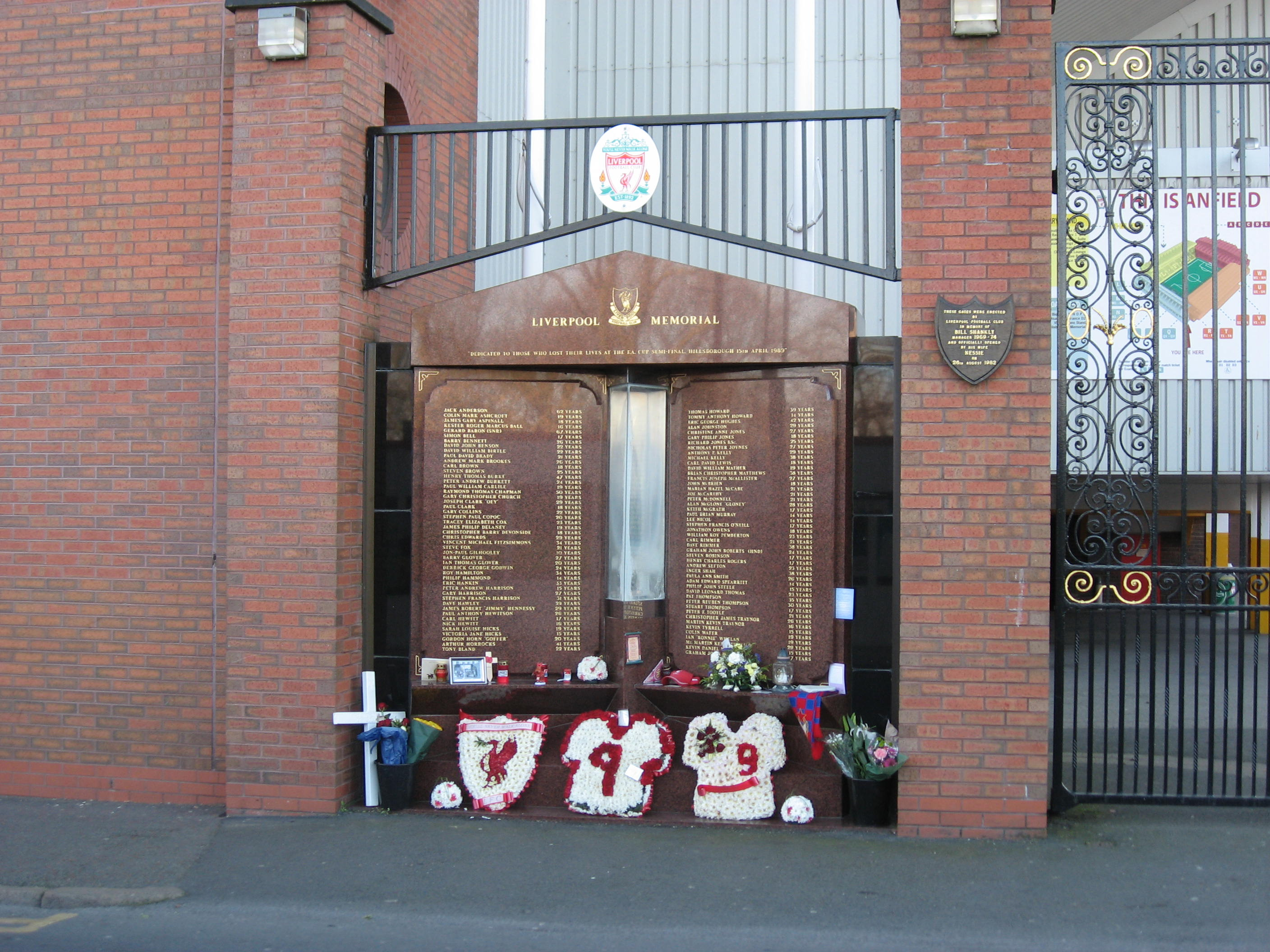
Memorialul dedicat victimelor de la Hillsborough

Liverpool este din nou lovită de o tragedie, în anul 1989, la stadionul Hillsborough când 96 dintre suporterii echipei mor în Tragedia de pe Hillsborough. Clubul și susținătorii săi sunt atacați dur de către presa engleză, în special de către cotidianul The Sun care lansează acuzații false. O anchetă independentă urma să disculpe clubul în anul 2012 și să sublinieze responsabilitatea poliției în incident.
Kenny Dalglish renunță la conducerea clubului în sezonul 1990-1991. Succesorii săi, Graeme Souness apoi Roy Evans, nu reușesc să rivalizeze cu Manchester United care preia controlul și devine cea mai bună echipă din Anglia și din Europa.

### Gérard Houllier: Reîntoarcerea în elita europeană
Aducerea francezului Gérard Houllier în 1998 avea să schimbe soarta clubului care reintră în lupta pentru trofee. Iar sezonul 2000-2001 este unul fabulos, cu cinci cupe câștigate, între care Cupa UEFA, după o finală dramatică împotriva echipei spaniole Deportivo Alavés, în care Liverpool s-a impus cu 5-4 după prelungiri. După un nou triumf, în 2003, în finala Cupei Ligii, contra marii rivale Manchester United, Houllier părăsește echipa, contractul său nefiind prelungit. Francezului i-au fost reproșate prestațiile neregulate ale echipei în campionat, unde Liverpool nu s-a apropiat de titlul de campioană.

### Epoca Benítez și Miracolul de la Istanbul
În 2004, spaniolul Rafael Benítez este adus de la Valencia CF, echipă cu care tocmai câștigase Cupa UEFA. În primul său sezon, Benítez câștigă Liga Campionilor după o finală istorică jucată la Istanbul contra echipei AC Milan. Conduși cu 3-0 la pauză, „Roșii” au întors scorul la revenirea de la vestiare, în doar șase minute, după golurile marcate de Steven Gerrard, Vladimír Šmicer și Xabi Alonso. A rămas 3-3 până la finalul a 90 de minute, apoi 30 de minute de prelungiri, iar finala a fost decisă la lovituri de departajare unde portarul polonez Jerzy Dudek a ieșit în evidență, parând două șuturi. După câștigarea finalei de la Istanbul și obținerea celui de-al 5-lea titlu, Liverpool va deveni ultima echipă care va păstra permanent trofeul Ligii Campionilor în propria vitrină. 
La 6 februarie 2007, clubul este cumpărat de oamenii de afaceri americani George N. Gillett Jr. și Tom Hicks. La finalul sezonului 2006-2007, Liverpool ajunge din nou în finala Ligii Campionilor, tot împotriva lui AC Milan, dar de această dată italienii câștigă cu 2-1. În stagiunea următoare, echipa merge până în semifinalele Ligii Campionilor.
În Premier League, Roșii încheie pe locul doi în sezonul 2008-2009, la doar patru puncte în urma lui Manchester United. Rafael Benitez părăsește pe Liverpool în iunie 2010. Spaniolul este antrenorul cu cele mai multe meciuri la conducerea lui Liverpool în cupele europene, 66. În locul său este adus Roy Hodgson.

### 2010-2015: În căutarea gloriei
La presiunea fanilor, Hicks și Gillett vând clubul unui consorțiu american: New England Sports Ventures. Echipa are evoluții modeste, iar Hodgson este îndepărtat după doar șase luni în funcție, fiind înlocuit la 9 ianuarie 2011 cu marea legendă Kenny Dalglish. Sub conducerea acestuia, Liverpool câștigă un nou trofeu, Cupa Ligii, în 2012, și ajunge în finala Cupei Angliei, dar în campionat încheie sezonul 2011-12 pe locul opt. Dalglish este îndepărtat din funcția de manager, iar Brendan Rodgers preia controlul echipei.
Sezonul 2013-2014 este unul aproape istoric, Liverpool luptând pentru titlul de campioană până în ultima etapă. În final, Liverpool termină a doua, la doar două puncte în urma campioanei Manchester City, dar impresionează prin stilul foarte ofensiv, datorită atacanților Luis Suárez, Daniel Sturridge și Raheem Sterling. Liverpool revine astfel în Liga Campionilor după patru ani de absență, dar se desparte de Suárez care este vândut la FC Barcelona pentru 85 de milioane de euro.
În sezonul următor se simte absența lui Suárez, iar Liverpool încheie doar pe locul 6 în Premier League. După un start slab în sezonul 2015-2016, Rodgers este demis în octombrie 2015.

### Revenirea în top sub conducerea lui Jürgen Klopp
În data de 8 octombrie 2015, Liverpool îl aduce în funcția de manager pe germanul Jürgen Klopp, iar echipa înregistrează rapid un progres, ajungând în finala Cupei Ligii, pierdută în februarie 2016 contra lui Manchester City, precum și în finala Ligii Europa, în care este învinsă de FC Sevilla. În urma celor două eșecuri din finale și a ocupării locului 8 în campionat, Liverpool ratează calificarea pentru cupele europene în sezonul următor.
Sezonul 2016-2017, primul plin sub conducerea lui Klopp, aduce evoluții bune ale echipei care la jumătatea stagiunii se afla pe locul 2. În final, Liverpool ocupă poziția a patra, revenind astfel în Liga Campionilor.
Sosirea lui Mohamed Salah în iunie 2017 transformă pe Liverpool într-o forță, nu doar pe plan intern ci și pe plan european. Trioul ofensiv Salah, Firmino, Mané funcționează excelent, iar echipa ajunge în 2018 în finala Ligii Campionilor, pierdută la Kiev contra lui Real Madrid.
În sezonul 2018-2019, Liverpool are un nou parcurs fantastic în Liga Campionilor unde trece de FC Barcelona în semifinale, întorcând un 0-3 din prima manșă grație unei victorii cu 4-0 în retur. În finala de la Madrid, Liverpool trece cu 2-0 de Tottenham Hotspur și câștigă pentru a șasea oară trofeul de campioană a Europei. În Premier League, Liverpool stă pe podium întreg sezonul și încheie pe locul doi, fiind depășită de Manchester City pentru un singur punct.
Datorită triumfului din Liga Campionilor, Liverpool mai dispută două competiții, Supercupa Europei, câștigată în fața lui Chelsea, și Campionatul Mondial al Cluburilor unde învinge în finală echipa braziliană Flamengo. Acest lucru o face pe Liverpool să devină prima echipă engleză care reușește să câștige toate cele 3 trofee într-un decursul unui singur an.
Seceta pe plan intern privind titlul de campioană este încheiată în 2020 când Liverpool câștigă prima dată Premier League și devine campioana Angliei după o pauză de 30 de ani. Sezonul 2019-2020 a fost dominat autoritar de Liverpool care a obținut matematic titlul cu șapte etape înainte de final. Ultima parte a sezonului s-a disputat într-un context special, din cauza pandemiei de COVID-19.
Sezonul 2021-2022 a adus alte două trofee în palmaresul clubului, Cupa Ligii Angliei și Cupa Angliei. Liverpool a luptat până pe final pe toate fronturile, încheind în Premier League pe locul 2, la un singur punct în urma campioanei Manchester City, și jucând din nou finala Ligii Campionilor, pierdută în fața lui Real Madrid.
Sezonul 2022-2023 a început cu un nou trofeu obținut, Supercupa Angliei, după victoria cu 3-1 în fața campioanei Manchester City. A fost însă singurul trofeu obținut într-un sezon modest pe care Liverpool l-a încheiat în afara locurilor pentru Liga Campionilor. A urmat o reconstrucție a liniei de mijloc în vara anului 2023, cu plecările lui Jordan Henderson, Fabinho, James Milner, Naby Keita și Alex Oxlade-Chamberlain și sosirile lui Dominik Szoboszlai, Alexis Mac Allister și Wataru Endo. În ianuarie 2024, Klopp a anunțat că urmează să părăsească echipa la finalul sezonului din cauza oboselii. În februarie, Liverpool a obținut un nou trofeu, Cupa Ligii, după o victorie în finala cu Chelsea.

### Egalarea recordului de titluri de campioană a Angliei
Din iunie 2024, Liverpool este antrenată de olandezul Arne Slot. Pe data de 27 aprilie 2025, Liverpool a câștigat un nou titlu în Premier League, al 20-lea, egalând astfel recordul deținut până atunci de Manchester United.

## Stadion

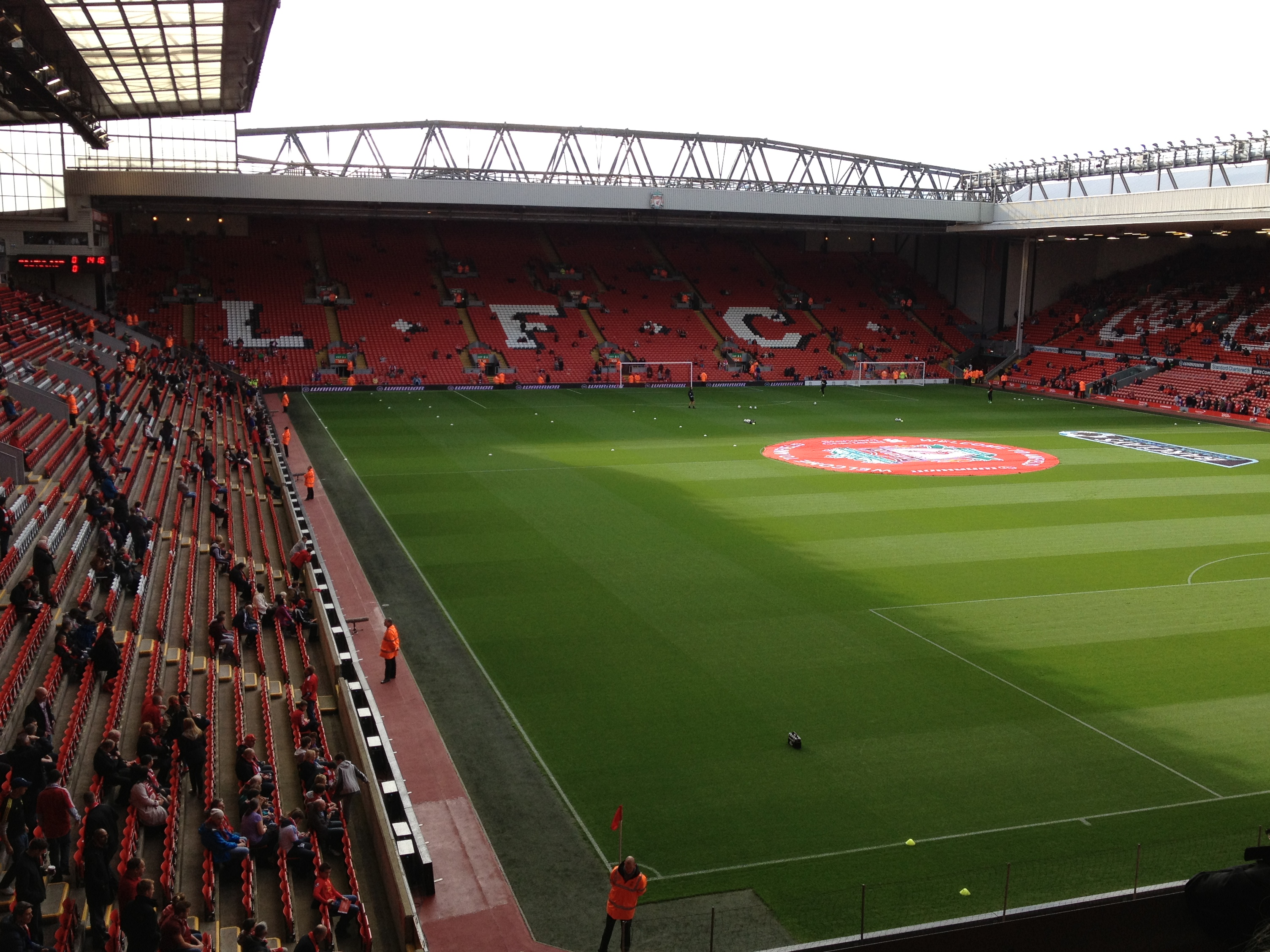
Anfield

Stadionul de casă al clubului este Anfield. Arena a fost construită în 1884 pe un teren adiacent Parcului Stanley. Situat la 3 km de centrul orașului Liverpool, a fost folosit inițial de Everton înainte ca clubul să se mute la Goodison Park după o dispută privind chiria cu proprietarul Anfield, John Houlding. Rămas cu stadionul gol, Houlding a fondat Liverpool în 1892, iar clubul a jucat la Anfield de atunci. Capacitatea stadionului la acea vreme era de 20.000, deși doar 100 de spectatori au asistat la primul meci al lui Liverpool la Anfield.
Anfield avea o capacitate de 55.000 până în anii 1990, când, în urma recomandărilor din Raportul Taylor, toate cluburile din Premier League au fost obligate să se transforme în stadioane cu toate locurile pe scaune la timp pentru sezonul 1993-94, arena reducându-și capacitatea la 45.276. Din cauza restricțiilor privind extinderea capacității de pe Anfield, Liverpool a anunțat în mai 2002 planuri de a se muta pe un alt stadion care urma să fie construit în Stanley Park, planurile noii arene fiind făcute de către noii proprietari, George Gillett și Tom Hicks. Stadionul era programat să se deschidă în august 2011 și avea să găzduiască 60.000 de spectatori. Construcția a fost oprită în august 2008, deoarece Gillett și Hicks au avut dificultăți în finanțarea celor 300 de milioane de lire sterline necesare dezvoltării. În octombrie 2012, BBC Sport a anunțat că Fenway Sports Group, noii proprietari ai Liverpool FC, au decis să-și reamenajeze locuința actuală, stadionul Anfield, mai degrabă decât să construiască un nou stadion în Stanley Park. Ca parte a reamenajării, capacitatea Anfield urma să crească de la 45.276 la aproximativ 60.000 și ar costa aproximativ 150 de milioane de lire sterline. Inițial a fost mărită tribuna 1, capacitatea fiind mărită la 54.074 de locuri. În iunie 2021, a fost semnat acordul pentru mărirea peluzei Anfield Road cu aproximativ 7.000 de locuri, ducând capacitatea totală la Anfield la aproape 61.000 de locuri. Noua peluză a fost inaugurată în sezonul 2023-24.

## Lotul actual
La 18 august 2025.
| Nr. |                 | Poziție | Jucător                   |
| --- | --------------- | ------- | ------------------------- |
| 1   | Brazilia        | P       | Alisson Becker            |
| 2   | Anglia          | F       | Joe Gomez                 |
| 3   | Japonia         | M       | Wataru Endō               |
| 4   | Țările de Jos   | F       | Virgil van Dijk (căpitan) |
| 5   | Franța          | F       | Ibrahima Konaté           |
| 6   | Ungaria         | F       | Milos Kerkez              |
| 7   | Germania        | A       | Florian Wirtz             |
| 8   | Ungaria         | M       | Dominik Szoboszlai        |
| 10  | Argentina       | M       | Alexis Mac Allister       |
| 11  | Egipt           | A       | Mohamed Salah             |
| 12  | Irlanda de Nord | F       | Conor Bradley             |
| 14  | Italia          | A       | Federico Chiesa           |
| 15  | Italia          | F       | Giovanni Leoni            |
| 17  | Anglia          | M       | Curtis Jones              |

| Nr. |               | Poziție | Jucător                         |
| --- | ------------- | ------- | ------------------------------- |
| 18  | Țările de Jos | A       | Cody Gakpo                      |
| 19  | Anglia        | M       | Harvey Elliott                  |
| 21  | Grecia        | F       | Kostas Tsimikas                 |
| 22  | Franța        | A       | Hugo Ekitike                    |
| 25  | Georgia       | P       | Giorgi Mamardașvili             |
| 26  | Scoția        | F       | Andrew Robertson (vice-căpitan) |
| 28  | Anglia        | P       | Freddie Woodman                 |
| 30  | Țările de Jos | F       | Jeremie Frimpong                |
| 38  | Țările de Jos | M       | Ryan Gravenberch                |
| 41  | Ungaria       | P       | Ármin Pécsi                     |
| 42  | Anglia        | M       | Trey Nyoni                      |
| 43  | Spania        | M       | Stefan Bajcetic                 |
| 46  | Anglia        | F       | Rhys Williams                   |
| 47  | Scoția        | F       | Calvin Ramsay                   |

### Împrumutați
| Nr. |       | Poziție | Jucător                                         |
| --- | ----- | ------- | ----------------------------------------------- |
| 56  | Cehia | P       | Vítězslav Jaroš (la Ajax până pe 30 iunie 2026) |

| Nr. |        | Poziție | Jucător                                          |
| --- | ------ | ------- | ------------------------------------------------ |
| 95  | Anglia | P       | Harvey Davies (la Crawley până pe 30 iunie 2026) |

### Numere retrase
| Nr. | Poz. | Țara       | Jucător              |
| --- | ---- | ---------- | -------------------- |
| 20  | FW   | Portugalia | Diogo Jota (2020–25) |

## Echipa tehnică
| Antrenor               | Arne Slot                |
| Antrenor secund        | Sipke Hulshoff           |
| Antrenor secund        | Giovanni van Bronckhorst |
| Antrenor de portari    | Xavi Valero              |
| Scouter șef            | Barry Hunter             |
| Scouter                | Ron Yeats                |
| Directorul Academiei   | Alex Inglethorpe         |
| Fizioterapeut asistent | Mark Browes              |
| Maseurul clubului      | John Wright              |
| Maseur                 | Paul Small, Stuart Welsh |
| Doctorul clubului      | Zaf Iqbal                |
| Magazioner             | Graham Carter            |

## Fotbaliști celebri
1892 — 1959:
- Alan A'Court - Matt Busby - Sam Hardy - Gordon Hodgson - Billy Liddell - Jimmy Melia - Bob Paisley - Alex Raisbeck - Elisha Scott - Cyril Sidlow - Albert Stubbins

1960 — 1990
- Gary Ablett - John Aldridge - John Barnes - Peter Beardsley - Jim Beglin - David Burrows - Gerry Byrne - Ian Callaghan - Jimmy Case - Ray Clemence - Peter Cormack - Kenny Dalglish - Alun Evans - Roy Evans - David Fairclough - Howard Gayle  - Gary Gillespie - Bruce Grobbelaar - Brian Hall - Alan Hansen - Steve Heighway - David Hodgson - Mike Hooper - Ray Houghton - Emlyn Hughes -  Roger Hunt - Glenn Hysen - David Johnson - Craig Johnston - Joey Jones -  Kevin Keegan - Alan Kennedy - Ray Kennedy - Chris Lawler - Tommy Lawrence - Mark Lawrenson - Sammy Lee - Alec Lindsay - Larry Lloyd - Terry McDermott - Kevin MacDonald - Steve McMahon - Mike Marsh - Ronnie Moran - Jan Mølby - Phil Neal - Steve Nicol - Michael Robinson - Ronnie Rosenthal - Ian Rush - Ian St. John - Tommy Smith - Graeme Souness - Nigel Spackman - Steve Staunton - Peter Thompson - Phil Thompson - John Toshack - Barry Venison - Paul Walsh - John Wark - Ronnie Whelan - Ron Yeats

1990 — prezent
- Xabi Alonso - Daniel Agger - Milan Baros - Patrik Berger - Stig Inge Bjørnebye - Jamie Carragher - Djibril Cisse - Philippe Coutinho - Jerzy Dudek - Fabinho - Roberto Firmino - Robbie Fowler - Brad Friedel - Steven Gerrard - Jordan Henderson - Sami Hyypiä - Paul Ince - Rob Jones - David James - Harry Kewell - Dirk Kuyt - Lucas Leiva - Jari Litmanen - Sadio Mané - Javier Mascherano - Jason McAteer - Gary McAllister - Steve McManaman - James Milner - Fernando Morientes - Danny Murphy - Michael Owen - Jamie Redknapp - Pepe Reina - John Arne Riise - Ronnie Rosenthal - Neil Ruddock - Dean Saunders - Martin Škrtel - Luis Suárez - Michael Thomas - Fernando Torres - Sander Westerveld - Georginio Wijnaldum - Mark Wright.

## Antrenori
| W. E. Barclay    | 1892 - 1896    | |
| Tom Watson       | 1896 - 1915    | 2 Campionate                                                                                                   |
| David Ashworth   | 1920 - 1923    | 2 Campionate                                                                                                   |
| Matt McQueen     | 1923 - 1928    | |
| George Patterson | 1928 - 1936    | |
| George Kay       | 1936 - 1951    | 1 Campionat |
| Don Welsh        | 1951 - 1956    | |
| Phil Taylor      | 1956 - 1959    | |
| Bill Shankly     | 1959 - 1974    | 1 Cupă UEFA, 3 Campionate, 2 Cupe ale Angliei, 4 Supercupe                                                     |
| Bob Paisley      | 1974 - 1983    | 3 Cupe ale Campionilor Europeni, 1 Cupă UEFA, 6 Campionate, 3 Cupe ale Ligii, 7 Supercupe                      |
| Joe Fagan        | 1983 - 1985    | 1 Cupa a Campionilor Europeni, 1 Campionat, 1 Cupa a Ligii                                                     |
| Kenny Dalglish   | 1985 - 1991    | 3 Campionate, 2 Cupe ale Angliei, 3 Supercupe                                                                  |
| Graeme Souness   | 1991 - 1994    | 1 Cupă a Angliei                                                                                               |
| Roy Evans        | 1994 - 1998    | 1 Cupă a Ligii                                                                                                 |
| Gerard Houllier  | 1998 - 2004    | 1 Cupa UEFA, 1 Cupa a Angliei, 1 Cupa a Ligii, 2 Supercupe                                                     |
| Rafael Benítez   | 2004 - 2010    | 1 Champions League, 1 Cupă a Angliei, 2 Supercupe                                                              |
| Roy Hodgson      | 2010 - 2011    | |
| Kenny Dalglish   | 2011 - 2012    | 1 Cupă a Ligii                                                                                                 |
| Brendan Rodgers  | 2012 - 2015    | |
| Jürgen Klopp     | 2015 - 2024    | 1 Champions League, 1 Campionat, 1 Cupă Mondială a Cluburilor, 1 Cupa a Angliei, 2 Cupe ale Ligii, 2 Supercupe |
| Arne Slot        | 2024 - prezent | 1 campionat |

## Coeficientul UEFA
Coeficientul UEFA este utilizat la tragerea la sorți a competițiilor continentale organizate de Uniunea Asociațiilor Europene de Fotbal. Pe baza performanței cluburilor la nivel european timp de cinci sezoane, acest coeficient este calculat folosind un sistem de puncte și este stabilit un clasament. Liverpool a fost prima dată lider în ierarhie în 1984, păstrându-și locul întâi și în anul următor. La sfârșitul sezonului 2018-2019, Liverpool se afla pe locul al unsprezecelea. În 2022, după a treia finală de Liga Campionilor în cinci ani, Liverpool a urcat pe locul secund.
| Rang | Club                | Coeficient |
| ---- | ------------------- | ---------- |
| 3    | Real Madrid         | 136.000    |
| 4    | Paris Saint-Germain | 116.000    |
| 5    | Liverpool FC        | 114.000    |
| 6    | AS Roma             | 101.000    |
| 6    | Inter Milano        | 101.000    |

## Palmares și statistici
Următoarea listă rezumă performanțele lui Liverpool Football Club în diferite competiții engleze și europene. Palmaresul lui Liverpool este unul dintre cele mai impresionante din lume. Cu șase cupe ale Ligii Campionilor, Liverpool FC este cel de-al treilea club cu cel mai mare succes din Europa, după Real Madrid (15) și AC Milan (7). Liverpool a câștigat o Cupă Mondială de Cluburi în 2019 împotriva echipei braziliene Flamengo scor 1–0.
Până în prezent, Liverpool Football Club este cel mai de succes club din Anglia cu douăzeci de campionate, la egalitate cu Manchester United, dar cu un număr mai mare de trofee majore față de rivala din Manchester.

### Titluri și trofee
| Competiții naționale | Competiții internaționale |
| - Premier League (20) : - Campioni : 1901, 1906, 1922, 1923, 1947, 1964, 1966, 1973, 1976, 1977, 1979, 1980, 1982, 1983, 1984, 1986, 1988, 1990, 2020, 2025 - Cupa Angliei (8) : - Câștigători : 1965, 1974, 1986, 1989, 1992, 2001, 2006, 2022 - Cupa Ligii (10) : - Câștigători : 1981, 1982, 1983, 1984, 1995, 2001, 2003, 2012, 2022, 2024 - Supercupa Angliei (16) : - Câștigători : 1964, 1965, 1966, 1974, 1976, 1977, 1979, 1980, 1982, 1986, 1988, 1989, 1990, 2001, 2006, 2022 - EFL Championship (4) : - Campioni : 1894, 1896, 1905, 1962 - Supercupa Ligii de fotbal (1) : - Campioni : 1986 | - Liga Campionilor : - Câștigători (6) - 1977, 1978, 1981, 1984, 2005, 2019 - Finalistă (4) - 1985, 2007, 2018, 2022 - Europa League : - Câștigători (3) - 1973, 1976, 2001 - Finalistă (1) - 2016 - Supercupa Europei : - Câștigători (4) - 1977, 2001, 2005, 2019 - Finalistă (2) - 1978, 1984 - Campionatul Mondial al Cluburilor : - Câștigători (1) - 2019 - Finalistă (1) - 2005 - Cupa Cupelor : - Finalistă (1) - 1966 - Cupa Intercontinentală : - Finalistă (2) - 1981, 1984 - Cupa Orașelor Târguri : - Semifinala (1) - 1971 |

### Duble și triple
| Duble/Triple                                          | Nr. | Ani                       |
| ----------------------------------------------------- | --- | ------------------------- |
| Campionatul și Cupa                                   | 1   | 1985–86                   |
| Campionatul și Cupa Ligii                             | 3   | 1981–82, 1982–83, 1983–84 |
| Cupa și Cupa Ligii                                    | 2   | 2000–01, 2021–22          |
| Duble europene (Campionatul și Cupa Campionilor)      | 2   | 1976–77, 1983–84          |
| Campionatul și Cupa UEFA                              | 2   | 1972–73, 1975–76          |
| Cupa Ligii și Cupa Campionilor                        | 2   | 1980–81, 1983–84          |
| Campionatul, Cupa Ligii și Cupa Campionilor           | 1   | 1983–84                   |
| Cupa, Cupa Ligii și Cupa UEFA                         | 1   | 2000–01                   |
| Liga Campionilor și Campionatul Mondial al Cluburilor | 1   | 2018–19                   |

De obicei competițiile de scurtă durată ca Charity/Community Shield și Supercupa Europei nu sunt luate în considerație pentru dublă sau triplă.

### Competiții regionale
- Liverpool Senior Cup (40) :
  - Câștigători: 1893, 1901, 1902, 1903, 1905, 1907, 1909, 1910, 1912, 1913, 1915, 1920, 1925, 1927, 1929, 1930, 1934, 1936, 1937, 1939, 1942, 1943, 1946, 1947, 1948, 1951, 1952, 1961, 1964, 1968, 1977, 1980, 1981, 1982, 1997, 1998, 2002, 2004, 2009 și 2010.
- Lancashire Senior Cup (10) :
  - Câștigători : 1919, 1920, 1924, 1931, 1933, 1944, 1947, 1956, 1959, 1973.
- Liverpool Challenge Cup (4) :
  - Câștigători :1954, 1959, 1960, 1961.
- Lancashire League (1) :
  - Câștigători: 1893.
- Dewar Shield  (1) :
  - Câștigători: 1906.

## Finale
Performanțe obținute de Liverpool în cupele naționale ale Angliei.
| 1965 | Liverpool | 2 - 1 | Leeds United |
| 1974 | Liverpool | 3 - 0 | Newcastle    |
| 1986 | Liverpool | 3 - 1 | Everton      |
| 1989 | Liverpool | 3 - 2 | Everton      |
| 1992 | Liverpool | 2 - 0 | Sunderland   |
| 2001 | Liverpool | 2 - 1 | Arsenal      |
| 2006 | Liverpool | 3 - 3 | West Ham     |
| 2022 | Liverpool | 0 - 0 | Chelsea      |

| 1981 | Liverpool | 2 - 1 | West Ham          |
| 1982 | Liverpool | 3 - 1 | Tottenham         |
| 1983 | Liverpool | 2 - 1 | Manchester United |
| 1984 | Liverpool | 1 - 0 | Everton           |
| 1995 | Liverpool | 2 - 1 | Bolton            |
| 2001 | Liverpool | 1 - 1 | Birmingham        |
| 2003 | Liverpool | 2 - 0 | Manchester United |
| 2012 | Liverpool | 2 - 2 | Cardiff           |
| 2022 | Liverpool | 0 - 0 | Chelsea           |
| 2024 | Liverpool | 1 - 0 | Chelsea           |

| 1964 | Liverpool | 2 - 2 | West Ham          |
| 1965 | Liverpool | 2 - 2 | Manchester United |
| 1966 | Liverpool | 1 - 0 | Everton           |
| 1974 | Liverpool | 1 - 1 | Leeds United      |
| 1976 | Liverpool | 1 - 0 | Southampton       |
| 1977 | Liverpool | 0 - 0 | Manchester United |
| 1979 | Liverpool | 3 - 1 | Arsenal           |
| 1980 | Liverpool | 1 - 0 | West Ham          |
| 1982 | Liverpool | 1 - 0 | Tottenham         |
| 1986 | Liverpool | 1 - 1 | Everton           |
| 1988 | Liverpool | 2 - 1 | Wimbledon         |
| 1989 | Liverpool | 1 - 0 | Arsenal           |
| 1990 | Liverpool | 1 - 1 | Manchester United |
| 2001 | Liverpool | 2 - 1 | Manchester United |
| 2006 | Liverpool | 2 - 1 | Chelsea           |

| 1914 | Liverpool | 0 - 1 | Burnley           |
| 1950 | Liverpool | 0 - 2 | Arsenal           |
| 1971 | Liverpool | 1 - 2 | Arsenal           |
| 1977 | Liverpool | 1 - 2 | Manchester United |
| 1988 | Liverpool | 0 - 1 | Wimbledon         |
| 1996 | Liverpool | 0 - 1 | Manchester United |
| 2012 | Liverpool | 1 - 2 | Chelsea           |

| 1978 | Liverpool | 0 - 1 | Nottingham Forest |
| 1987 | Liverpool | 1 - 2 | Arsenal           |
| 2005 | Liverpool | 2 - 3 | Chelsea           |
| 2016 | Liverpool | 1 - 1 | Manchester City   |

| 1922 | Liverpool | 0 - 1 | Huddersfield      |
| 1971 | Liverpool | 0 - 1 | Leicester         |
| 1983 | Liverpool | 0 - 2 | Manchester United |
| 1984 | Liverpool | 0 - 1 | Everton           |
| 1992 | Liverpool | 3 - 4 | Leeds United      |
| 2002 | Liverpool | 0 - 1 | Arsenal           |
| 2019 | Liverpool | 1 - 1 | Manchester City   |
| 2020 | Liverpool | 1 - 1 | Arsenal           |

Performanțe obținute de Liverpool în cupele continentale ale Europei - UEFA și intercontinentale - FIFA.
| 1977 | Liverpool | 3 - 1 | M'gladbach  |
| 1978 | Liverpool | 1 - 0 | Club Brugge |
| 1981 | Liverpool | 1 - 0 | Real Madrid |
| 1984 | Liverpool | 1 - 1 | AS Roma     |
| 2005 | Liverpool | 3 - 3 | AC Milan    |
| 2019 | Liverpool | 2 - 0 | Tottenham   |

| 1973 | Liverpool | 3 - 2 | M'gladbach  |
| 1976 | Liverpool | 4 - 3 | Club Brugge |
| 2001 | Liverpool | 5 - 4 | Alavés      |

| 1977 | Liverpool | 7 - 1 | Hamburg        |
| 2001 | Liverpool | 3 - 2 | Bayern München |
| 2005 | Liverpool | 3 - 1 | CSKA Moscova   |
| 2019 | Liverpool | 2 - 2 | Chelsea        |

| 1985 | Liverpool | 0 - 1 | Juventus    |
| 2007 | Liverpool | 1 - 2 | AC Milan    |
| 2018 | Liverpool | 1 - 3 | Real Madrid |
| 2022 | Liverpool | 0 - 1 | Real Madrid |

| 2008 | Liverpool | 1 - 3 | Sevilla |

| 1978 | Liverpool | 3 - 4 | Anderlecht |
| 1984 | Liverpool | 0 - 2 | Juventus   |

| 2019 | Liverpool | 1 - 0 | Flamengo |

| 2005 | Liverpool | 0 - 1 | São Paulo |

| 1981 | Liverpool | 0 - 3 | Flamengo      |
| 1984 | Liverpool | 0 - 1 | Independiente |